# St.-Michaelis-Kirche (Schmiedefeld)

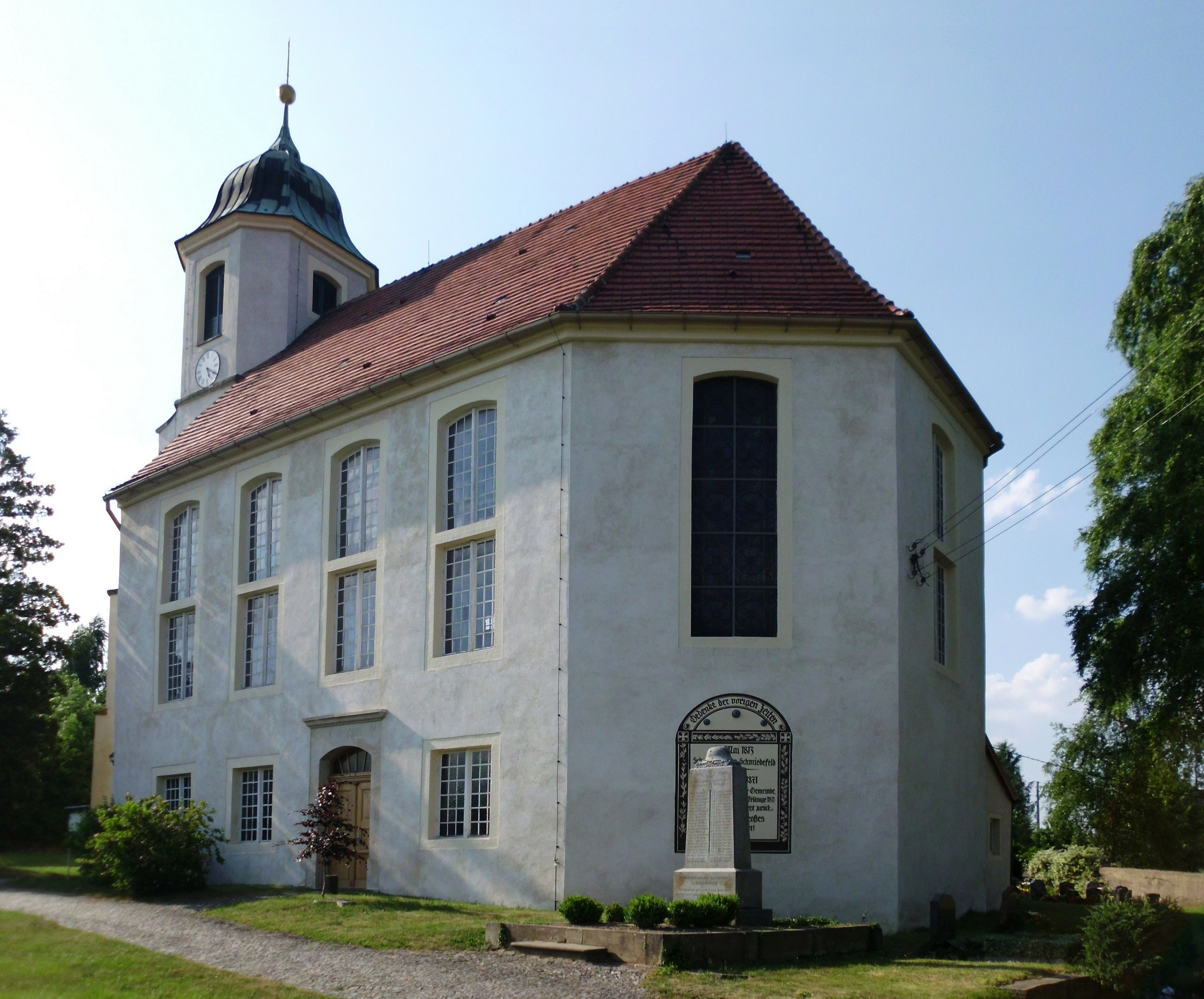
St.-Michaelis-Kirche

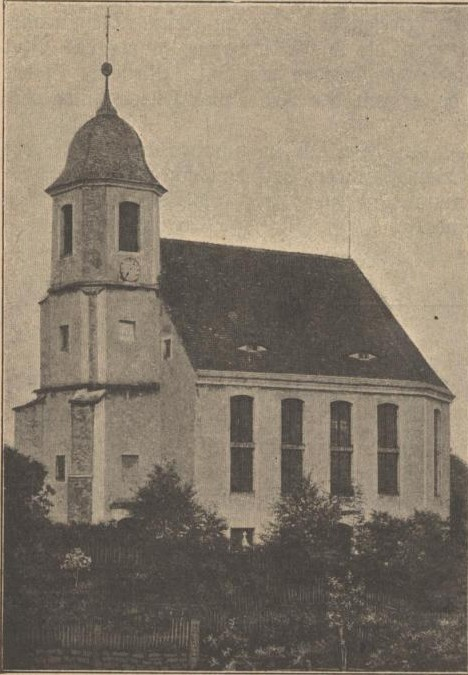
Kirche Schmiedefeld Ende des 19. Jahrhunderts

Die evangelisch-lutherische St.-Michaelis-Kirche im Großharthauer Ortsteil Schmiedefeld, benannt nach dem Erzengel Michael, wurde im Jahr 1818 geweiht. Die Kirche und zwei Gedenkstätten stehen unter Denkmalschutz.

## Geschichte
Das erste Gotteshaus in der Schmiedefelder Gegend war eine Marien-Kapelle, die etwa ab dem Jahr 1200 auf dem nach ihr benannten Kapellenberg im Nordosten des Ortes stand. Im Dorf selbst ist spätestens für das Jahr 1354 eine Kirche überliefert. Während des Frühjahrsfeldzugs 1813 hatten sich die französischen Soldaten in Schmiedefeld verschanzt. Die russischen Truppen standen auf dem Kapellenberg und nahmen den Ort unter schweres Feuer. Bei den Gefechten am 12. Mai 1813 wurde die Kirche als eines der ersten Gebäude des Dorfes zerstört, am Ende des Jahres waren fast keine Häuser des Ortes mehr bewohnbar. Mit dem Gotteshaus wurden sämtliche Kirchenbücher aus der Zeit vor 1813 vernichtet. Das 1815 wiedererbaute Erbgericht diente für einige Jahre als Notlösung für die Gottesdienste der Gemeinde. 1816 begann der Bau der neuen Kirche, die am 12. Oktober 1818 geweiht wurde. Erste Ausbau- und Reparaturarbeiten fanden 1862 statt. Der bis dahin sehr schlichte Innenraum der Kirche wurde 1889 umgestaltet.
Eine umfassende Renovierung des Kircheninneren wurde 1988 durchgeführt, 2003 wurde der Kirchturm und 2007 das Äußere der Kirche grundlegend saniert.

## Gedenkstätten

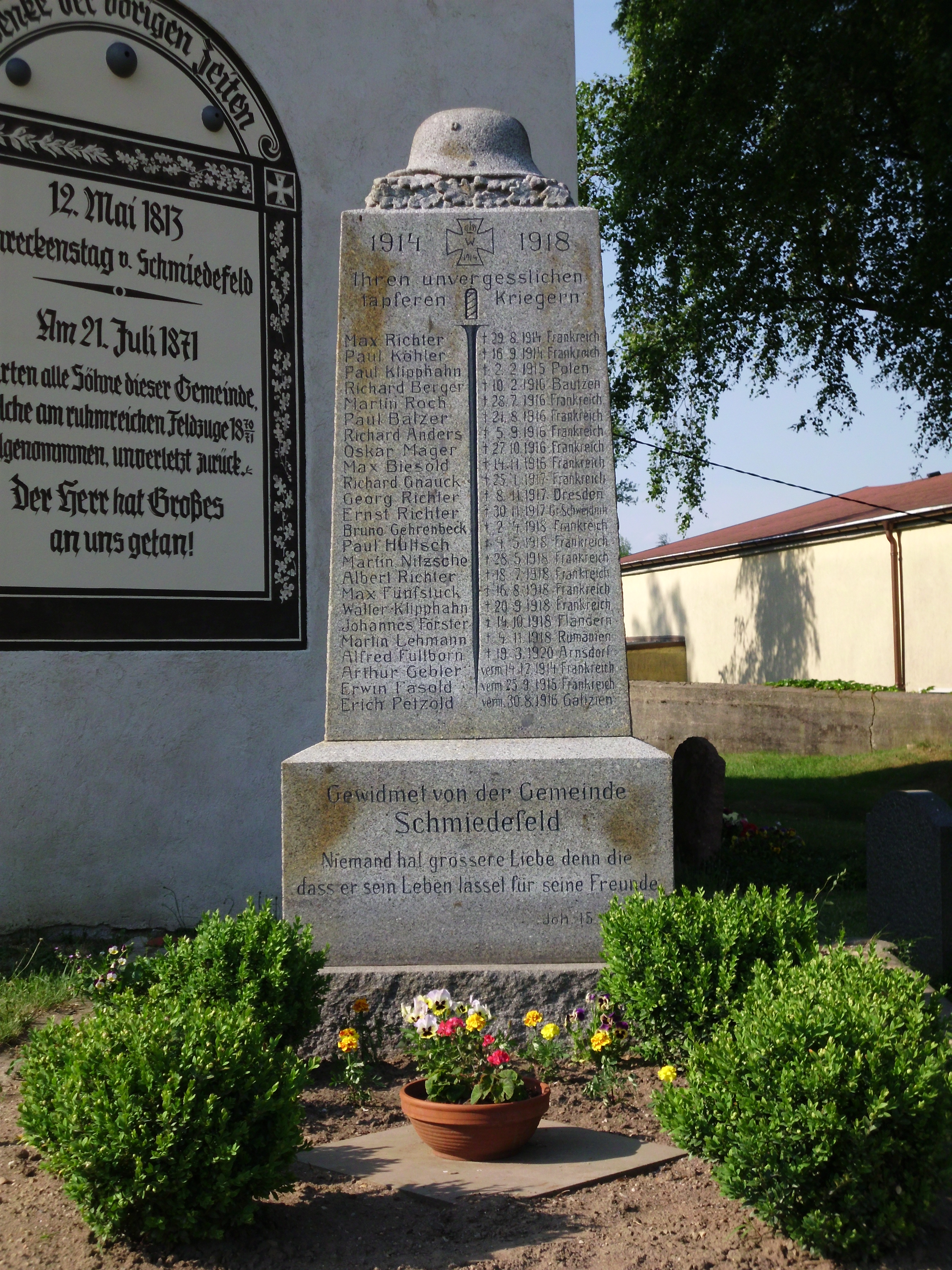
Gedenktafel und Kriegerdenkmal

An der östlichen Kirchenmauer wurde 1889 eine Gedenktafel angebracht zur Erinnerung an den 12. Mai 1813, den Schreckenstag von Schmiedefeld, sowie an den 21. Juli 1871, den Tag, an dem die Schmiedefelder Bürger, die im Deutsch-Französischen Krieg kämpften, wieder heimkehrten. In die Gedenktafel wurden drei Kanonenkugeln eingearbeitet, die bei den Aufräumarbeiten beim Bau der neuen Kirche in den Trümmern gefunden wurden.
Vor der Kirche befindet sich ein steinernes Kriegerdenkmal, das von der Gemeinde Schmiedefeld gestiftet wurde und an die Gefallenen und Vermissten des Ortes im Ersten Weltkrieg erinnert. Das Ehrenmal ist mit einer Skulptur eines Soldatenhelms versehen und trägt die Namen sämtlicher Opfer aus dem Ort. Am Sockel des Denkmals befindet sich die Inschrift: „Niemand hat größere Liebe denn die / dass er sein Leben lasset für Freunde“ (Joh 15,13 ).

## Ausstattung
Die Saalkirche ist mit einer zweigeschossigen Empore ausgestattet. Der dreigliedrige Kirchturm hat eine Welsche Haube, auf deren Spitze sich eine goldfarbene Turmkugel und eine Wetterfahne befinden. Das Pfarrhaus Schmiedefeld aus dem Jahr 1816 wurde 2008 saniert und bietet ein kleines Quartier für Übernachtungen an.

### Orgel

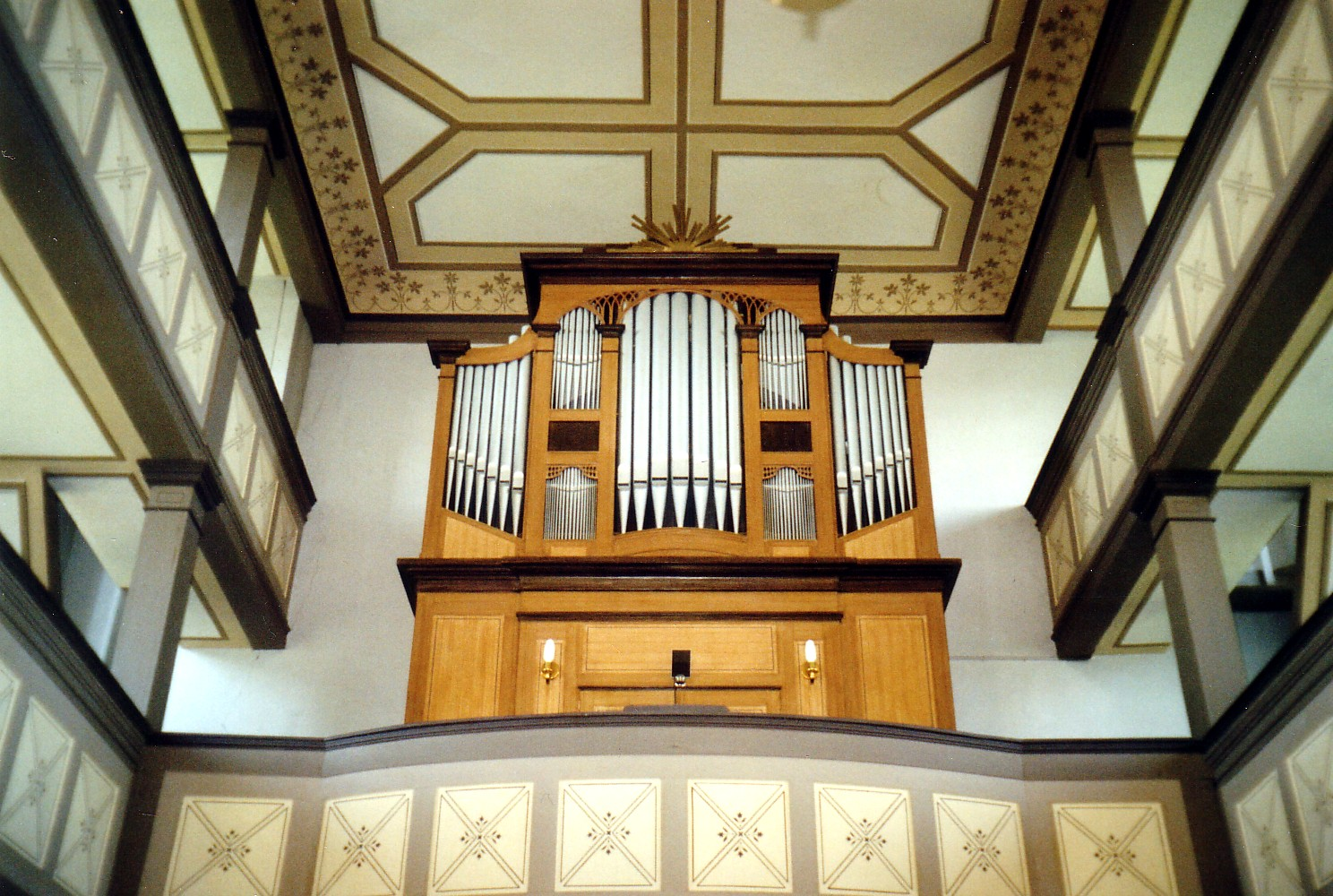
Empore mit Orgelprospekt

Die Schmiedefelder Orgel wurde 1821 durch den sächsischen Orgelbauer Christian Gottfried Herbrig geschaffen. Sie gilt als die erste eigenständige durch Herbrig erbaute Orgel. In den Jahren 1889, 1970 und 2008 wurde das Instrument jeweils saniert, die Arbeiten übernahm dabei jedes Mal das seit 1872 existierende Unternehmen Hermann Eule Orgelbau Bautzen.
Das Instrument weist die folgende Disposition auf:
| Manual C–e3 |                 |     |
| 1.          | Quintatön       | 16′ |
| 2.          | Bordun          | 08′ |
| 3.          | Geigenprincipal | 08′ |
| 4.          | Hohlflöte       | 08′ |
| 5.          | Principal       | 04′ |
| 6.          | Gedackt         | 04′ |
| 7.          | Octave          | 02′ |
| 8.          | Quinte          | 03′ |
| 9.          | Sesquialter II  |     |
| 10.         | Mixtur III      |     |

| Pedal C–c1 |               |     |
| 11.        | Principalbass | 08′ |
| 12.        | Violonbass    | 08′ |
| 13.        | Subbass       | 16′ |

- Koppeln: Pedalkoppel

Die Schmiedefelder Kirche ist eine Station der Herbrig-Orgelstraße, einem Projekt der Kulturwerkstatt Stolpen, an deren Verlauf die erhalten gebliebenen Instrumente der Orgelbauerfamilie Herbrig zu finden sind.

### Geläut
Nachdem das alte Geläut bei der Zerstörung der Kirche 1813 ebenfalls verloren gegangen war, wurden 1817 zunächst zwei neue Glocken angeschafft. Diese wurden von der Glockengießerei Gruhl in Kleinwelka produziert. Anlässlich des 400. Geburtstags von Martin Luther im Jahr 1883 stiftete ein Gutsbesitzer eine dritte Glocke. Während des Ersten Weltkriegs wurde 1917 das Schmiedefelder Geläut als Metallspende des deutschen Volkes eingeschmolzen. Im Jahr 1921 wurde ein neues Stahlgeläut mit drei Glocken installiert. Die einzelnen Glocken wiegen 1250, 600 und 350 kg und sind mit Bibelversen versehen: „Seid fröhlich in Hoffnung“ / „Geduldig in Trübsal“ / „Haltet an am Gebet“ (Römer 12,12 ). Die Glocken wurden 2006 restauriert.